# Геленджик (городской округ)
Муниципальное образование город-курорт Геленджик — муниципальное образование в составе Краснодарского края России, имеет статус городского округа. Административный центр — город Геленджик.
Образован на территории административно-территориальной единицы со статусом, соответствующим категории города краевого подчинения Геленджик.
Город-курорт Геленджик (город краевого подчинения) как объект административно-территориального устройства Краснодарского края состоит из следующих административно-территориальных единиц: город Геленджик и подчинённые ему 4 сельских округа, включающие 20 сельских населённых пунктов. Сельские округа как административно-территориальные единицы не являются муниципальными образованиями.

## География
Территория города краевого подчинения и соответствующего муниципального образования город-курорт Геленджик располагается между Новороссийском и Джубгой и часто называется Большим Геленджиком по аналогии с расположенной южнее городской агломерацией Большого Сочи.
Общая протяжённость границ муниципального образования составляет 251 км, в том числе длина побережья — 102 км.
Общая площадь муниципального образования составляет 122 754 га, в том числе площадь города Геленджика — 1925 га.

### Земли
Земли городского округа Геленджик распределяются по категориям следующим образом:
| Категория земель                                                             | Площадь земель | Площадь земель |
| Категория земель                                                             | га             | %              |
| ---------------------------------------------------------------------------- | -------------- | -------------- |
| Земли поселений, в том числе промышленные и коммунальные зоны                | 5486           | 4,46           |
| Земли лесного фонда                                                          | 107531         | 87,6           |
| Земли сельхозназначения                                                      | 8015           | 6,53           |
| Земли промышленности, транспорта, энергетики, связи и иного спец. назначения | 888            | 0,72           |
| Земли особо охраняемых территорий и объектов                                 | 135            | 0,1            |
| Земли запаса                                                                 | 699            | 0,57           |
| Всего                                                                        | 122754         | 100            |

Именно территория является основным дефицитным ресурсом при развитии курорта, что обусловлено сложным рельефом местности и высокой степенью залесенности территории лесами I категории.

## История
1 февраля 1963 года в Краснодарском крае был упразднён Геленджикский район, территория которого была разделена между Туапсинским районом и выделенным в город краевого подчинения Геленджиком. 30 декабря 1964 года в подчинение Геленджикскому горсовету был передан ряд сельсоветов Туапсинского сельского района, в том числе Кабардинский поселковый Совет и Фальшиво-Геленджикский сельский Совет. 13 июля 1964 года Указом Президиума Верховного Совета РСФСР село Фальшивый Геленджик Геленджикского городского Совета переименовано в село Дивноморское, а сельсовет — в Дивноморский. 1 января 1965 года Геленджикскому горсовету были переподчинены Пшадский сельсовет и Архипо-Осиповский поссовет Туапсинского района.
В 1993 году сельсоветы Краснодарского края прекратили свою деятельность в пользу сельских администраций и заменены на сельские округа. В рамках реформы местного самоуправления территория, подчинённая городской администрации Геленджика, к 2005 году преобразована в муниципальное образование город-курорт Геленджик со статусом городского округа. Город-курорт Геленджик как объект административно-территориального устройства Краснодарского края включил помимо самого города также 4 сельских округа.

## Население
| 2002     | 2010     | 2011     | 2012     | 2013     | 2014     | 2015     | 2016     | 2017     |
| -------- | -------- | -------- | -------- | -------- | -------- | -------- | -------- | -------- |
| 84 532   | ↗91 126  | ↗91 217  | ↗95 342  | ↗99 687  | ↗104 439 | ↗109 251 | ↗112 399 | ↗115 464 |
| 2018     | 2019     | 2020     | 2021     | 2023     | 2024     | 2025     |          |          |
| ↗117 546 | ↗117 716 | ↘116 884 | ↗117 339 | ↘116 967 | ↗117 339 | ↘117 070 |          |          |

Национальный состав
По итогам переписи населения 2020 года проживали следующие национальности (национальности менее 0,1 % и другое см. в сноске к строке «Другие»):
| Национальность | Численность, чел. | Доля     |
| -------------- | ----------------- | -------- |
| Русские        | 103 025           | 87,80 %  |
| Греки          | 2220              | 1,89 %   |
| Армяне         | 2088              | 1,78 %   |
| Украинцы       | 853               | 0,73 %   |
| Татары         | 764               | 0,65 %   |
| Грузины        | 296               | 0,25 %   |
| Белорусы       | 189               | 0,16 %   |
| Черкесы        | 139               | 0,12 %   |
| Узбеки         | 138               | 0,12 %   |
| Осетины        | 137               | 0,12 %   |
| Немцы          | 124               | 0,11 %   |
| Азербайджанцы  | 123               | 0,10 %   |
| Другие         | 7243              | 6,17 %   |
| Итого          | 117 339           | 100,00 % |

Структура населения городского округа
Как и у всякого курорта, структура населения муниципального образования город-курорт Геленджик складывается из постоянного населения (жителей) и временного населения (отдыхающих). Временное население, в свою очередь, состоит из организованной части (то есть отдыхающих в санаторно-курортных учреждениях) и неорганизованного населения, временно проживающего в частном секторе (включая временный обслуживающий персонал).
Единовременная численность населения в пиковый период загрузки курорта в 2006 году была такова:
| Категория населения               | Численность, тыс. чел | % к итогу |
| --------------------------------- | --------------------- | --------- |
| Постоянное население              | 86,3                  | 32,0      |
| Временное население, в том числе: | 163,7                 | 68,0      |
| организованное                    | 36,7                  | 13,6      |
| неорганизованное                  | 127,0                 | 54,4      |
| Итого                             | 250,0                 | 100       |

Прирост численности постоянного населения за последнее десятилетие происходит лишь вследствие миграции населения: естественный прирост населения отрицателен.
Сезонный характер приложения труда является главной проблемой трудового обеспе́чения постоянного населения.

## Населённые пункты
В состав городского округа и города краевого подчинения Геленджик входит 21 населённый пункт
| №  | Населённый пункт      | Тип населённого пункта | Население |
| -- | --------------------- | ---------------------- | --------- |
| 1  | Адербиевка            | село                   | ↗1374     |
| 2  | Архипо-Осиповка       | село                   | ↘6991     |
| 3  | Афонка                | хутор                  | ↗75       |
| 4  | Береговое             | село                   | ↗1153     |
| 5  | Бетта                 | хутор                  | ↗796      |
| 6  | Виноградное           | село                   | ↗283      |
| 7  | Возрождение           | село                   | ↗1546     |
| 8  | Геленджик             | город                  | ↘80 534   |
| 9  | Джанхот               | хутор                  | ↗416      |
| 10 | Дивноморское          | село                   | ↗6813     |
| 11 | Кабардинка            | село                   | ↗8690     |
| 12 | Криница               | село                   | ↗279      |
| 13 | Марьина Роща          | село                   | ↗1737     |
| 14 | Михайловский Перевал  | село                   | ↘1290     |
| 15 | Прасковеевка          | село                   | ↗315      |
| 16 | Пшада                 | село                   | ↘2686     |
| 17 | Светлый               | посёлок                | ↗470      |
| 18 | Текос                 | село                   | ↗1060     |
| 19 | Тешебс                | село                   | ↗663      |
| 20 | Широкая Пшадская Щель | хутор                  | ↘26       |
| 21 | Широкая Щель          | хутор                  | ↗216      |

Город Геленджик как объект административно-территориального устройства Краснодарского края состоит из следующих административно-территориальных единиц: город (краевого подчинения) Геленджик и подчинённые ему 4 сельских округа: Кабардинский, Дивноморский, Пшадский, Архипо-Осиповский.